# Челюканов, Валерий Валентинович
Вале́рий Валенти́нович Челюка́нов (род. 2 марта 1950, Москва) — бывший начальник Управления мониторинга загрязнения окружающей среды, полярных и морских работ Федеральной службы по гидрометеорологии и мониторингу окружающей среды России (Росгидромет). Сейчас — советник заместителя руководителя Росгидромета. Заслуженный метеоролог Российской Федерации

## Биография
Окончил Московский институт тонкой химической технологии имени М. В. Ломоносова.
В центральном аппарате Гидрометслужбы — с 1978 года, последовательно занимая должности инженера, старшего инженера, начальника отдела, заместителя начальника Управления, начальника Управления. В настоящее время занимает должность советника заместителя руководителя Росгидромета.
Участник ликвидации последствий аварии на Чернобыльской АЭС. Летом и осенью 1986 года, будучи начальником отдела радиации Гидрометслужбы, возглавлял Оперативную межведомственную рабочую группу по оценке радиационной обстановки при Правительственной комиссии по ликвидации последствий аварии на ЧАЭС.
Решением Правительственной комиссии был определён ответственным от Роскомгидромета за разработку единой методики оценки загрязнения почв в районе ЧАЭС.
Соответствующими решениями Правительственной комиссии отмечен двумя Благодарностями Правительственной комиссии.

## Деятельность в Росгидромете
В соответствии с Положением о Федеральной службе по гидрометеорологии и мониторингу окружающей среды, утверждённым Постановлением Правительства РФ от 23 июля 2004 г. № 372 с изменениями от 14 декабря 2006 г. и 29 мая, 7 ноября 2008 г. на Федеральную службу по гидрометеорологии и мониторингу окружающей среды России (Росгидромет) возложены, помимо прочих, следующие функции:
- ведение Единого государственного фонда данных о состоянии окружающей среды, её загрязнении;
- формирование и обеспечение функционирования государственной наблюдательной сети, в том числе организацию и прекращение деятельности стационарных и подвижных пунктов наблюдений, определение их местоположения;
- государственный мониторинг атмосферного воздуха;
- государственный мониторинг водных объектов в части поверхностных водных объектов, мониторинг уникальной экологической системы озера Байкал;
- государственный мониторинг континентального шельфа в порядке, определяемом законодательством Российской Федерации;
- государственный мониторинг состояния исключительной экономической зоны Российской Федерации;
- руководство и контроль деятельности Российской антарктической экспедиции;
- информирование пользователей (потребителей) о составе предоставляемых сведений о состоянии окружающей среды, её загрязнении, о формах доведения данной информации и об организациях, осуществляющих информационное обеспечение пользователей (потребителей);

Перечисленные функции приказом Росгидромета от 27.08.2004 № 109 возложены на Управление мониторинга загрязнения окружающей среды, полярных и морских работ, руководителем которого с момента его создания являлся В. В. Челюканов. До утверждения новой структуры и создания указанного управления в 2004 году аналогичные функции выполняло Управление мониторинга загрязнения природной среды, руководителем начальником которого также являлся В. В. Челюканов.

## Достижения
По инициативе и при непосредственном участии В. В. Челюканова реализован ряд мер, направленных на повышение прикладного значения работ в области мониторинга загрязнения окружающей среды для решения задач в сфере обеспечения экологической безопасности России.
Представляет Росгидромет в работах по созданию Единой государственной автоматизированной системы контроля радиационной обстановки (в рамках Федеральной целевой программы «Обеспечение ядерной и радиационной безопасности на 2008 год и на период до 2015 года»).
С целью обеспечения радиационной безопасности населения, реализации мер по его социальной защите и реабилитации загрязнённых территорий руководит работами по получению и предоставлению данных о ситуации в «чернобыльских» зонах загрязнения в рамках Федеральной целевой программы «Преодоление последствий радиационных аварий на период до 2010 года».
Является организатором работ по оперативной оценке загрязнения окружающей среды территории России в результате техногенных и радиационных аварий и информированию органов государственной власти Российской Федерации, СМИ и населения о возможных последствиях этих аварий.

## Участие в значимых работах
Автор ежегодных (с 2004 года) докладов Росгидромета:
- «О радиационной обстановке на территории Российской Федерации»[8][9][10]
- «Радиационная обстановка на территории России и сопредельных государств»[11].

Участвовал в подготовке Государственных докладов «Обзор состояния и загрязнения окружающей среды на территории РФ» (2005—2008 годы), «О состоянии и об охране окружающей среды Российской Федерации», Статистических сборников «Охрана окружающей среды в России»
Входил в состав научно-редакционного совета «Атласа современных и прогнозных аспектов последствий аварии на Чернобыльской АЭС»
Автор материалов в научно-практических журналах преимущественно по вопросам мониторинга загрязнений окружающей среды.

## Участие в государственных и межгосударственных органах
Входит в состав:
- Совета по экологическому законодательству при Комитете Совета Федерации по природным ресурсам и охране окружающей среды[20]
- Совета по экологическому законодательству при Комитете Совета Федерации по науке, культуре, образованию, здравоохранению и экологии[21]
- Межведомственного совета по подготовке Национального плана выполнения Стокгольмской конвенции о стойких органических загрязнителях
- руководящих органов Рабочей группы по мониторингу и оценке окружающей среды ЕЭК ООН и программы создания Межгосударственной сети мониторинга кислотных выпадений в Юго-Восточной Азии.

В 2009 году назначен сопредседателем Рабочей группы по изучению радиоактивного загрязнения арктических регионов Смешанной российско-норвежской комиссии по охране окружающей среды. При его непосредственном участии организованы три российско-норвежские экспедиции в Арктические моря, а также две российско-японско-корейские экспедиции в Дальневосточные моря по оценке уровней радиоактивного загрязнения в районах захоронения радиоактивных отходов, в том числе осуществленных Южной Кореей и Японией.

## Взгляды
Выступает с резкой критикой подходов при определении самых загрязнённых городов мира Институтом Блэксмита.

## Семья
Женат. Имеет сына, работающего в области охраны окружающей среды.

## Награды
- Орден Дружбы (2000) — за заслуги перед государством, многолетний добросовестный труд и большой вклад в укрепление дружбы и сотрудничества между народами[23]
- Орден «Знак Почёта»
- Медаль «В память 850-летия Москвы»